# 신주쿠 고속버스 터미널

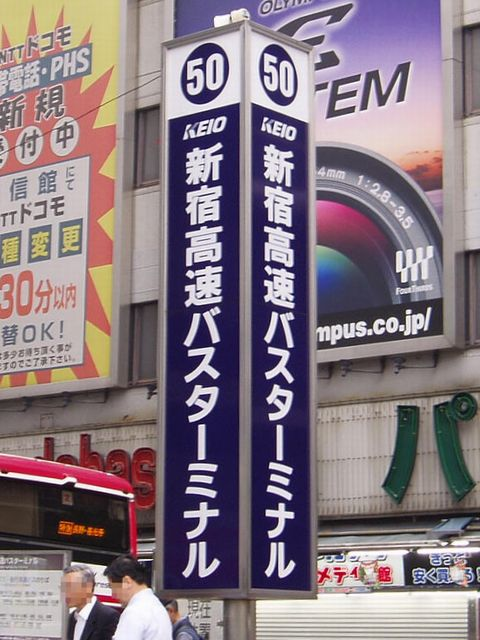

신주쿠 고속버스 터미널(일본어: 新宿高速バスターミナル)은 도쿄도 신주쿠구 니시신주쿠 1가에 있던 고속버스 터미널로 게이오 전철 계열사인 게이오 전철 버스가 소유했다. 당시 위치는 신주쿠역 서쪽에 위치해 있었고 게이오 전철 버스, 츄오 고속버스와 공동 배차를 실시했다. 1971년 4월 5일에 개장된 터미널로 2016년 4월 4일에 바스타 신주쿠로 통폐합이 결정되었고, 같은 해 5월 8일에 마지막 운행을 끝으로 터미널이 폐쇄되었다.